# AA Portuguesa (RJ)
Die Associação Atlética Portuguesa, in Listen oft Portuguesa-RJ, ansonsten häufig Portuguesa Carioca genannt, ist ein brasilianischer Fußballverein von der Ilha do Governador – dort ist auch der internationale Flughafen – in Rio de Janeiro. Er spielt aktuell in der vierten und niedrigsten Spielklasse der brasilianischen Meisterschaft.

## Geschichte
Der Verein ist von einer Gruppe von Geschäftsleuten aus Rio gegründet wurden, nachdem diese als Amateuraufgebot während einer Geschäftsreise in Santos ein Spiel gegen die dortige AA Portuguesa bestritten hatten. In Rio spielt der Verein seine Geschichte hindurch nur eine nachgeordnete Rolle. Zu den denkwürdigen Ereignissen der frühen Vereinsgeschichte gehört ein 2:1-Sieg gegen Real Madrid am 4. September 1969 im Estadio Santiago Bernabéu während einer Europatour. 1976 konnte auch Benfica Lissabon mit 3:1 geschlagen werden.
In der Staatsmeisterschaft von Rio de Janeiro pendelt der Verein regelmäßig zwischen der ersten und zweiten Liga. Der Gewinn des Staatspokals, der Copa Rio 2000 war noch mit keiner Qualifizierung für weitere Wettbewerbe verbunden. Erst dank des erneuten Einzuges in das Pokalfinale 2015 kann der Verein für die Saison 2016 erstmals in der Série D an der nationalen Meisterschaft Brasiliens teilnehmen, weil der Finalsieger Resende FC an der Copa do Brasil teilnehmen wird.
2016 hat Portuguesa erneut das Rio-Pokalfinale erreicht und dieses nach einem 2:3 und 4:3 im entscheidenden Elfmeterspiel 3:4 am 22. Oktober 2016 gegen den Friburguense AC verloren. Allerdings ist der Verein gegen diese Wertung sportgerichtlich vorgegangen, weil Friburguense einen nichtregistrierten Spieler im Finalhinspiel eingesetzt hatte. Das Sportgericht hat der Beschwerde am 28. Oktober zugestimmt und Friburguense den Sieg zugunsten für Portuguesa aberkannt.

## Erfolge
- Staatspokal von Rio de Janeiro: 2000, 2016, 2023

## Trainer
- Paulo Autuori (1975–1979)